# Trichoplites cuprearia
Trichoplites cuprearia là một loài bướm đêm trong họ Geometridae.